# Salz im Haar
Salz im Haar (engl. Originaltitel: "The True Confessions of Charlotte Doyle.") ist eine Reiseerzählung des US-amerikanischen Jugendbuchautors AVI (Pseudonym für Edward I. Wortis). Sie schildert die Schiffsreise eines jungen Mädchens im Jahre 1832 und die Auseinandersetzung der Matrosen mit dem Kapitän. Das Buch wurde in deutscher Sprache 1992 von Carlsen (übersetzt von Josef Pesch) erstmals veröffentlicht und erfuhr seitdem mehrere Neuauflagen. 

## Handlung
Die 13-jährige Charlotte Doyle reist auf einem Schiff von England, wohin ihre Familie vorübergehend gezogen war, zurück in ihre amerikanische Heimat Providence in Rhode Island.
Die Familie ist bereits ohne Charlotte zurück nach Amerika gereist, weil diese erst das Schuljahr auf einer Schule für höhere Töchter zu Ende bringen sollte. Charlotte muss die Reise also allein auf einem der Firma ihres Vaters zugehörigen Schiff antreten. Es sollten noch zwei andere Familien mit Kindern in Charlottes Alter mitfahren, die allerdings nicht am Hafen erscheinen.
Am vereinbarten Termin wird Charlotte von einem Geschäftspartner ihres Vaters am Hafen abgeholt. Er soll sie zum Schiff, der Seahawk, begleiten. Als er ihr etwas über das Schiff erzählt und dabei den Namen des Kapitäns erwähnt, verschwindet der Träger. Auch ein weiterer Träger dreht wortlos um, nachdem er die Seahawk gesehen hat.
Ein Matrose an Bord warnt sie davor, mit der Seahawk zu reisen, aber es gelingt Charlotte nicht, jemanden zu überreden, sie auf ein anderes Schiff zu bringen oder zurück zur Direktorin ihrer Schule zu schicken. Der Schiffskoch gibt Charlotte daraufhin ein Messer zur eventuell nötigen Verteidigung und bietet Charlotte seine Freundschaft an, die sie jedoch aus gesellschaftlichen Gründen ablehnt.
Auf See lernt Charlotte schließlich Kapitän Jaggery kennen. Sie hat großen Respekt vor ihm und will die Erzählungen über seine Grausamkeit nicht glauben, obwohl sie sieht, wie Jaggery seine Mannschaft verhöhnt und ausnutzt.  Nachdem ein Matrose durch ihre Schuld getötet wird, stellt sie sich allerdings auf die Seite der Besatzung und wird nach einer Mutprobe sogar Teil der Mannschaft.
Der Roman erzählt die Reise der jungen Protagonistin in Tagebuchform.

## Ausgaben
- Salz im Haar, 1992, Carlsen, ISBN 3-551-25306-4
- Salz im Haar, 1995, dtv, ISBN 978-3423703567
- Salz im Haar, 1998, Carlsen, ISBN 978-3551580337
- Salz im Haar, März 1998, Carlsen ISBN 978-3551253064
- Salz im Haar, 2000, dtv, ISBN 978-3423085434
- Salz im Haar, Juni 2006, Carlsen, ISBN 978-3551355607
- Salz im Haar, Februar 2007, Carlsen, ISBN 978-3551354747